# 유흥 (북해정왕)
북해정왕 유흥(北海靖王 劉興, ? ~ 64년)은 후한 초기의 황족이자 제후왕으로, 광무제의 형 제무왕의 차남이다.

## 생애
건무 2년(26년) 노왕(魯王)에 봉해졌으나, 11년 후 공으로 폄작되었다.
건무 15년(39년), 노애공(魯哀公)으로 추봉된 숙부 유중의 양자가 되어 집안을 이었고, 수(守) 구씨령(緱氏令)이 되었다. 유흥은 명철하고 송사를 잘 들어주어 명성이 높았고, 홍농태수로 영전되어 역시 선정을 베풀었다.
건무 19년(43년), 다시 노왕으로 승격되었다.
태수로 있은 지 4년 후 조정에 은퇴를 청원하여 서울로 돌아왔고, 건무 27년(51년) 봉지로 부임하였다. 이듬해에 노나라가 동해나라의 지군으로 편입되었기 때문에 북해나라로 옮겨졌다.
건무 30년(54년), 아들 유복(劉復)이 임읍후(臨邑侯)로 봉해지고 중원 2년(57년)에는 또 다른 두 아들이 현후(縣侯)에 봉해졌다. 광무제의 뒤를 이어 즉위한 명제는 유흥을 공경하여 문안을 올렸다.
영평 7년(64년)에 죽어 시호를 정왕(靖王)이라 하였고, 아들 유목이 작위를 이었다.

## 출전
- 범엽, 《후한서》
  - 권1상 광무제기 上
  - 권1하 광무제기 下
  - 권2 현종효명제기
  - 권14 종실사왕삼후열전

| 선대 (첫 봉건) | 후한의 노왕 26년 4월 갑오일 - 37년 2월 정사일 | 후대 (공으로 폄작) |

| 선대 (사실상, 39년부터) 양부 노애공 유중 | 후한의 노공 37년 2년 정사일 - 43년 윤월 무신일 | 후대 (왕으로 승격) |

| 선대 (사실상) 양부 노애왕 유중 | 후한의 노왕 43년 윤월 무신일 - 52년 정월 기사일 | 후대 (봉국 폐지) |

| 선대 (첫 봉건) | 후한의 북해왕 52년 정월 기사일 - 64년 8월 무진일 | 후대 아들 북해경왕 유목 |